# Saudijska Arabija
Saudijska Arabija, službeno Kraljevina Saudijska Arabija, država je na Аrapskom poluotoku u Jugozapadnoj Aziji. Na zapadu dugom obalom izlazi na Crveno more, a na istoku na Perzijski zaljev. Graniči na sjeveru s Jordanom, Irakom i Kuvajtom; na jugu s Jemenom, na jugoistoku s Omanom te na istoku s Ujedinjenim Arapskim Emiratima i Katarom. Ima morsku granicu s Bahreinom s kojim je povezana mostom.
Saudijska Arabija je apsolutna monarhija u kojoj su politička prava i slobode vrlo ograničene. Vjerske manjine (prije svega Šijiti), žene i strani radnici trpe ozbiljnu diskriminaciju. Poduzetničke slobode su na višem nivou. Gospodarstvo zemlje je bitno označeno vrlo visokim prihodima od izvoza nafte, pri čemu je energetski sektor - naftno gospodarstvo sudjeluje s 42% u bruto nacionalnom bruto proizvodu, te približno 90% u izvozu prihodima državnog budžeta - pod kontrolom države. Potiče se diverzifikacija privrede, uključivo razvoj privatnog sektora u perspektivnim djelatnostima poput turizma, obrazovanja i zdravstvene skrbi. U zemlji radi približno 6 milijuna stranih radnika (2022.), što čini oko polovinu ukupne radne snage; država nastoji ohrabriti zapošljavanje saudijskih državljana umjesto dodatnog angažiranja stranaca.

## Povijest
Islamski vjerski reformator Muhammad ibn Abd al-Wahhab udružio je oko 1750. godine snage s vladarom mjesta Diriyah u središnjoj Arabiji, Muhammadom ibn Saudom, čiji su nasljednici do početka 19. stoljeća s potporom širokih slojeva oduševljenih novim vjerskim vođom osvojili većinu Arapskog poluotoka. Veza dinastije Saud s vehabijskom interpretacijom islama ostat će jedno od ključnih obilježja saudijske države i u budućnosti.
Nova arapska sila pobudila je reakciju svojih moćnih susjeda, Osmanskog Carstva i njegovog saveznika Egipta koji su 1818. uništili prvu saudijsku državu. Ubrzo je uslijedila obnova, ali druga država podlegla je unutarnjim sukobima i ratovima sa susjedima 1891. godine.
Modernu Saudijsku Arabiju osnovao je Abdul Aziz Al-Saud, poznat kao Ibn Saud, koji je 1902. započeo okupljati tradicionalne obiteljske zemlje kombinacijom oružanih sukoba i vješte diplomacije. Ujedinjeno Kraljevstvo, tada najznačajnija sila na Bliskom istoku, priznalo je neovisnost Saudove kraljevine 1927., a 1932. Hedžas i Nedžd (središnji dio Arapskog poluotoka) i formalno su ujedinjeni u Kraljevinu Saudijsku Arabiju.
Početak iskorištavanja nafte nakon Drugog svjetskog rata preobrazio je nekad zaostalu nomadsku zemlju omogućivši izgradnju infrastrukture i državu blagostanja po europskom modelu. Na međunarodnom planu Saudijska Arabija balansira između dobrih odnosa sa zapadnim državama i odanosti zajedničkim arapskim ciljevima. Saudijsko društvo još je uvelike konzervativno i značajan utjecaj imaju islamske vjerske vođe (uleme).

## Zemljopis
Najveći dio zemlje zauzima pustinja. Na zapadu, uz Crveno more, uzdižu se planinski lanci Hidžaz i Asir s najvišim vrhom Sawdom (3.133 m). S istočne strane planina teren se polako spušta do zapadnog priobalja uz Perzijski zaljev i granica s UAE i Omanom. Većina teritorija slabo je naseljena, a stanovništvo je koncentrirano u gradovima na zapadnoj obali i njenom zaleđu (Džeda, Meka, Medina, Yanbu), glavnom gradu Rijadu u središtu zemlje, te na istočnom priobalju gdje je locirana većina naftnih izvora (Dammam, Hofuf, Dahran).

## Stanovništvo
Islam je religija gotovo cjelokupnog domaćeg stanovništva i jedini ima službeno priznanje. Saudijska Arabija je kolijevka ove vjere i u zemlji se nalaze dva najvažnija islamska svetišta, Meka i Medina. Arapski, odnosno njegov lokalni dijalekt, je jezik većine stanovništva. Velik broj stanovnika (oko 6 mil.) su strani državljani na radu u industriji nafte i u drugim gospodarskim sektorima.

## Gospodarstvo
Saudijska Arabija najveći je svjetski izvoznik nafte, čiji je udio u BDP-u 40%, a u izvozu 90%. Fluktuacije cijene nafte na svjetskom tržištu izrazito pogađaju saudijsko gospodarstvo pa su česti i proračunski deficiti u godinama niskih cijena. BDP je u 2003. bio 11.800 USD po glavi stanovnika, mjereno po PPP-u.

## Vanjske poveznice
Sestrinski projekti
|  | Zajednički poslužitelj ima stranicu o temi Saudijska Arabija    |
|  | Zajednički poslužitelj ima još gradiva o temi Saudijska Arabija |
|  | Zajednički poslužitelj sadrži atlas Saudijske Arabije           |
|  | Wječnik ima rječničku natuknicu Saudijska Arabija               |